# The Lodge (film)
Pour les articles homonymes, voir The Lodge et Lodge.
Pour plus de détails, voir Fiche technique et Distribution.
The Lodge ou Peur glaciale au Québec est un film de Noël horrifique britannico-américain coécrit et réalisé par Veronika Franz et Severin Fiala, sorti en 2019.

## Synopsis
Essayiste reconnu spécialiste des groupes religieux extrémistes, Richard Marsh (Richard Armitage) est en pleine procédure de divorce. Son épouse (Alicia Silverstone) la refuse et se donne la mort aussitôt. Père de deux enfants (Jaeden Martell et Lia McHugh), il décide de les présenter à sa nouvelle compagne, Grace. Pourtant, alors que le père semble être réellement amoureux de cette mystérieuse femme, ils se méfient d'elle et ne parviennent à pardonner leur père pour le suicide de leur mère. À l'occasion de Noël, ils s'encabanent dans un chalet familial isolé dans une montagne enneigée. Alors qu'une tempête de neige s'annonce, Richard est contraint de partir brusquement pour le travail, confiant son adolescent et sa petite sœur à Grace qu'ils détestent. Coincés à l'intérieur et coupés du monde, ils font face au comportement de plus en plus inquiétant de leur belle-mère. Ils découvrent qu'elle est l'unique survivante d'un suicide collectif au sein d'une secte millénariste et que leur père souhaite écrire un livre sur ce traumatisme d'enfance. Très vite, des événements surnaturels se produisent, accentuant la tension entre Grace et ses beaux-enfants…

## Fiche technique
Sauf indication contraire, les informations mentionnées dans cette section peuvent être confirmées par la base de données cinématographiques IMDb,  présente dans la section « Liens externes ».
- Titre original et français : The Lodge
- Titre québécois : Peur glaciale
- Réalisation : Veronika Franz et Severin Fiala
- Scénario : Sergio Casci, Veronika Franz et Severin Fiala
- Musique : Danny Bensi et Saunder Jurriaans
- Décors : Sylvain Lemaitre
- Costumes : Sophie Lefebvre
- Photographie : Thimios Bakatakis
- Montage : Michael Palm
- Production : Aliza James, Simon Oakes et Aaron Ryder

Coproducteurs : Paul Barbeau et Michael Jackman
Production déléguée : Ben Browning, Alison Cohen, Xavier Marchand, Milan Popelka, Marc Schipper et Brad Zimmermann
- Sociétés de production : FilmNation Entertainment et Hammer Film Productions
- Société de distribution : Neon
- Pays d'origine :  Royaume-Uni /  États-Unis
- Langue originale : anglais
- Format : couleur
- Genre : horreur
- Durée : 108 minutes
- Dates de sortie : 
  - États-Unis  : 25 janvier 2019 (Festival du film de Sundance) ; 7 février 2020 (sortie nationale)
  - France : 16 avril 2020 (vidéo)

## Distribution
- Riley Keough : Grace Marshall
  - Lola Reid : Grace, enfant
- Jaeden Martell : Aidan Hall
- Lia McHugh : Mia Hall
- Richard Armitage : Richard Hall
- Alicia Silverstone : Laura Hall
- Katelyn Wells : Wendy

## Production
Le tournage a lieu à Montréal et à Lost River, à l'hiver 2018,.